# تقي الطباطبائي القمي
تقي الطباطبائي القمي كان أحد أبرز المراجع الشيعة في إيران. ولد سنة 1341 هـ في مدينة مشهد، وعاش في مدينة قم إلى ان توفي في مدينة كربلاء في محرم سنة 1437هـ. وهو شقيق المرجع حسن الطباطبائي القمي الذي توفي مؤخراً في مدينة مشهد
أبعدته الحكومة الإيرانية فترة حكم رضا بهلوي إلى العراق، فعاش في كربلاء والنجف ودرس فيهما. وبعد انتصار الثورة الإسلامية الإيرانية عاد لإيران وسكن مدينة قم، واقام الصلاة في مسجد رفعت الواقع في شارع صفائية.

## الأساتذة
- محمد هادي الحسيني الميلاني.
- يوسف الخراساني.
- عبد الهادي الحسيني الشيرازي.
- أبو القاسم الخوئي.
- محمد كاظم الشيرازي.
- حسين الحلي.

## التلامذة
- الشيخ عباس الحاجياني.
- السيد حسن النبوي.
- الشيخ على المروجي.
- السيد حسين الطباطبائي القمي.
- الشيخ غالب السيلاوي.

## المؤلفات
- مباني منهاج الصالحين.
- أمير المؤمنين.